# Georg Emil Hansen

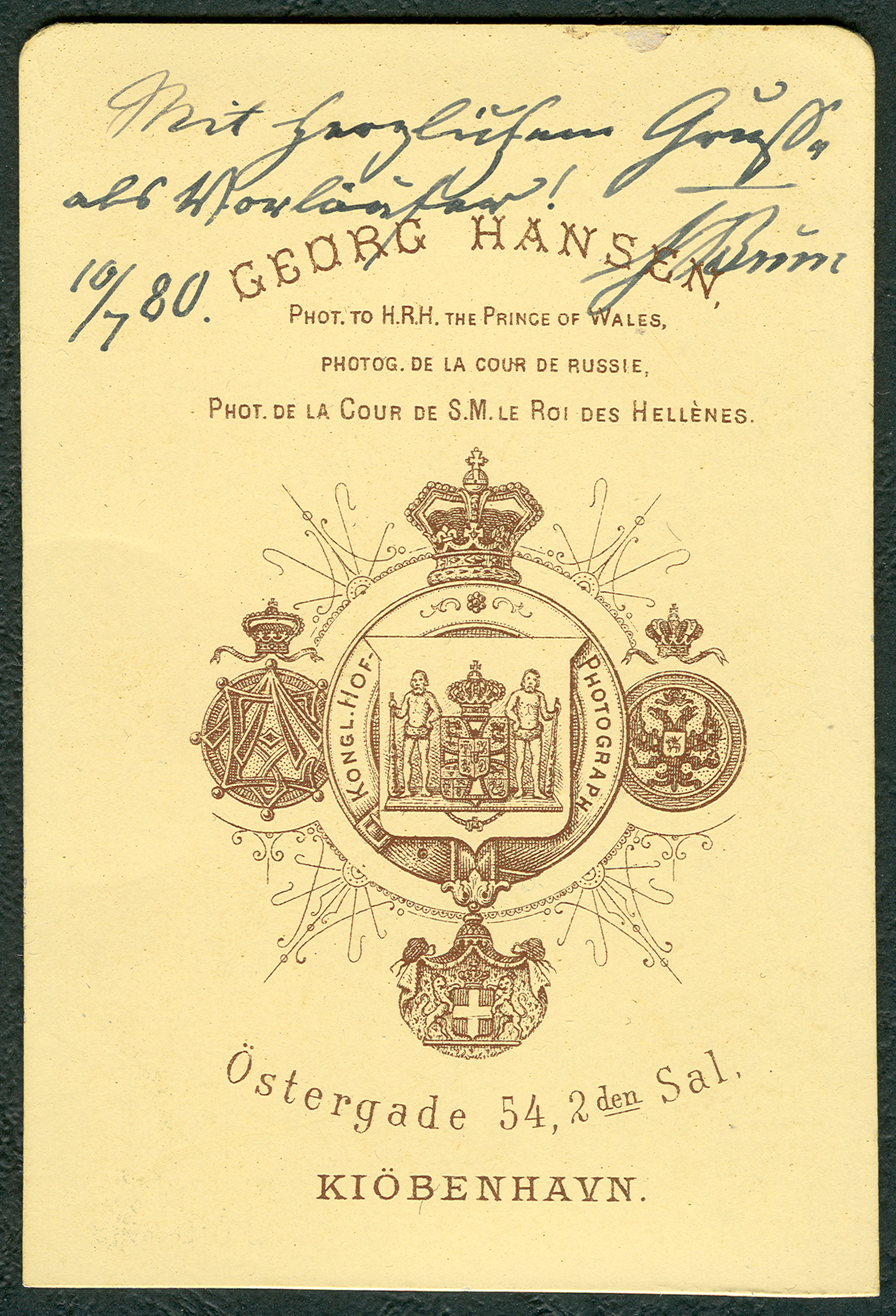
Tarjeta de presentación de Georg Hansen: "Phot. to H.R.H. The Prince of Wales, Phot. de la Cour de Russie, Phot. de la Cour de S.M. le Roi des Hellènes"

Georg Emil Hansen (1833-1891) fue uno de los fotógrafos pioneros de Dinamarca, durante la segunda mitad del siglo XIX. Tuvo su estudio en Copenhague y se convirtió en el fotógrafo de la Corte danesa por antonomasia.

## Biografía
Nacido en Næstved, al sur de Sealand, en 1833, aprendió el arte del daguerrotipo de su padre, C.C. Hansen, que había empezado a hacer daguerrotipos en 1849. Después de estudiar fotografía en Alemania, en 1854 ayudó a su padre instalando un estudio cercano a Kongens Nytorv, en el centro de la ciudad de Copenhague. Los nuevos equipos, traídos de Alemania, eran de considerable resistencia.
En 1856, abrió su propio estudio, primero en el número 22 de la calle Bredgade, y más tarde en la calle Østergade. En 1867, se unió a su hermano, el pintor Niels Christian Hansen, al empresario Albert Schou, hombre de negocios, a los que se unió después otro emprendedor, Clemens Weller, para fundar el famoso estudio de fotografía Hansen, Schou & Weller.

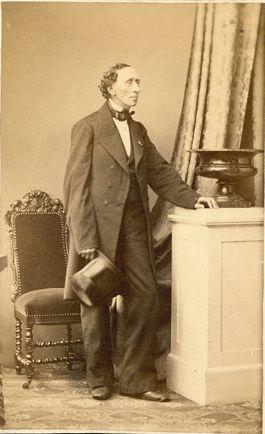
Georg E. Hansen: H.C. Andersen (1862)

## Fotógrafo de la Corte
Con el tiempo, se convirtió en fotógrafo de la Corte, tomando fotografías de la realeza en Dinamarca, Inglaterra, Rusia y Grecia. Astuto en el arte de difundir su trabajo, se estima que vendió más de 37.000 copias de la joven princesa Alejandra de Dinamarca cuando se casó con el príncipe británico Eduardo VII, en 1863.

## Hans Christian Andersen
Georg Emil Hansen fue el fotógrafo del famoso cuentista Hans Christian Andersen (1805-1875). Andersen, que estaba muy interesado en el arte de la fotografía, había invitado a varios fotógrafos a tomarle imágenes. Pero ninguno parecía interesarle en realidad. Sin embargo, del resultado de las imágenes de Georg Hansen sí quedó satisfecho, pues en una entrada de su diario del 19 de julio de 1862, Andersen escribió: "Fui a Hansen, que me fotografió. Consiguió 24 retratos."

## Galería

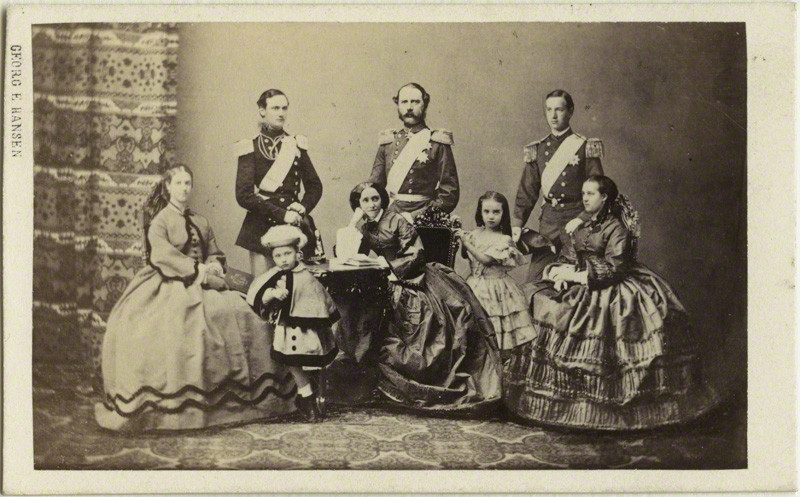
Christian IX y su familia en 1862.
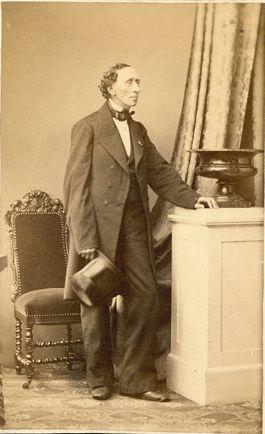
Hans Christian Andersen.
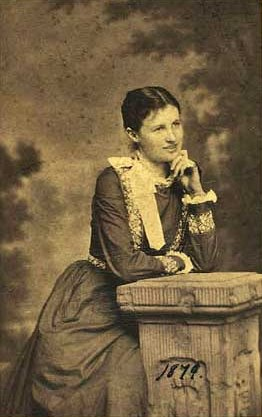
Agnes Slott-Møller
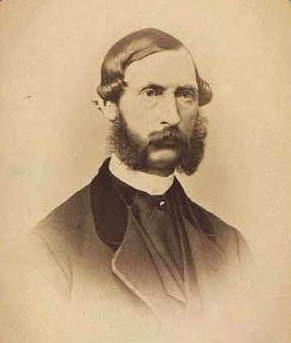
Federico de Schleswig-Holstein-Sonderburg-Glücksburg
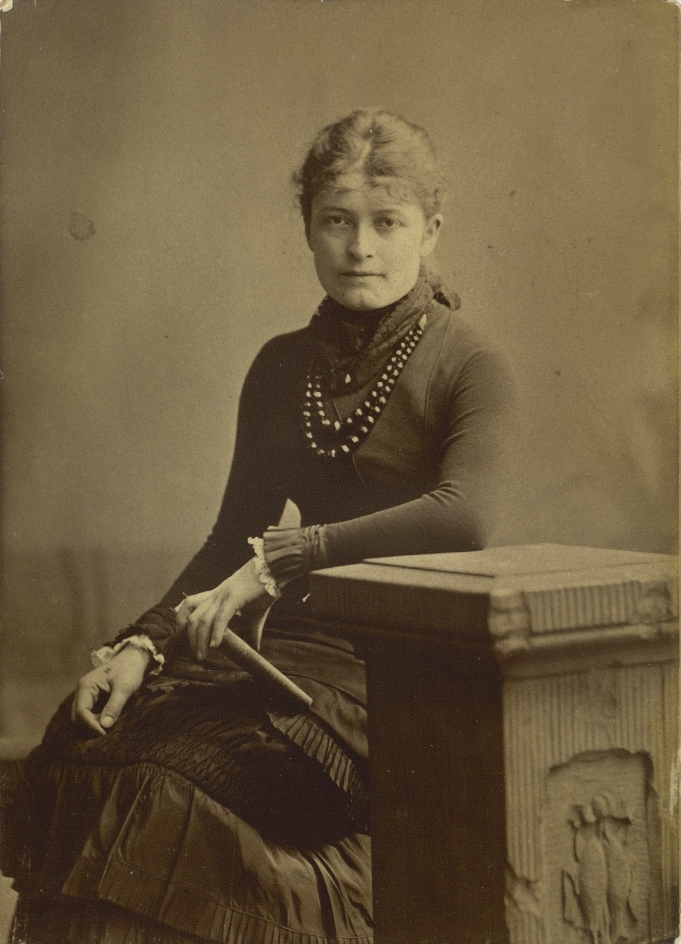
Bertha Wegmann
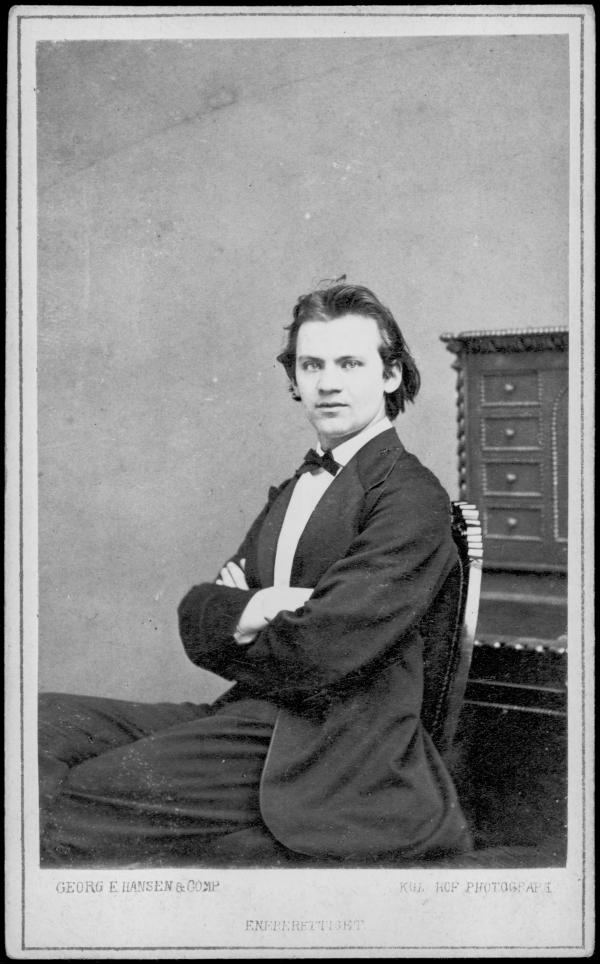
Franz Xaver Neruda
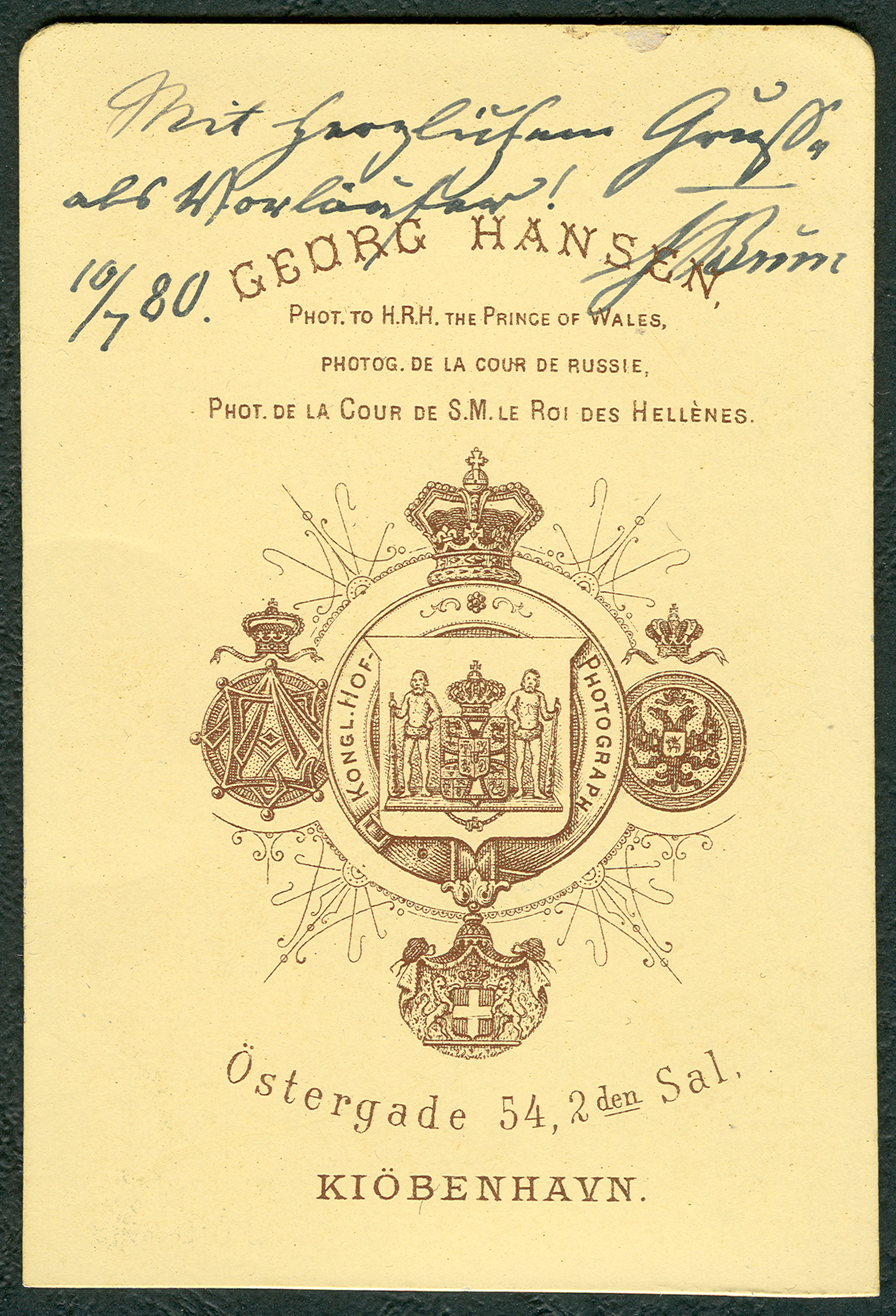
Carta de presentación de Georg Emil Hansen